# Chen Xi (Politiker)

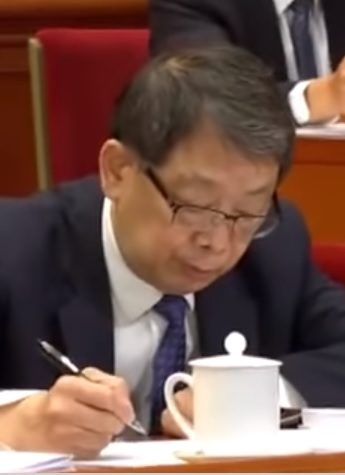
Chen Xi

Chen Xi (chinesisch 陈希, Pinyin Chén Xī; * September 1953 im Putian in der Provinz Fujian) ist ein chinesischer Politiker und seit Oktober 2017 Mitglied des 19. Politbüros der Kommunistischen Partei Chinas sowie Leiter der Organisationsabteilung und Sekretär des Sekretariats der Kommunistischen Partei Chinas und Direktor der Zentralen Parteischule.

## Werdegang
Chen wurde im September 1953 in Putian in der Provinz Fujian geboren. Er trat 1978 der Kommunistischen Partei Chinas bei. Er studierte an der Tsinghua-Universität und schloss das Studium mit einem Bachelor in Chemieingenieurwesen ab. Danach absolvierte er einen Masterabschluss an der Tsinghua-Universität. Er war Mitglied des 17. Zentralkomitees der Zentralkommission für Disziplin und Inspektion und stellvertretender Minister für Bildung. Von 2011 bis 2013 war er erster Sekretär des Generalsekretariats, stellvertretender Vorsitzender der Geschäftsleitung der KPCh und Sekretär der Leitungsgruppe  der Chinesischen Gesellschaft für Wissenschaft und Technologie. Seit 2013 ist er stellvertretender Direktor der Organisationsabteilung des Zentralkomitees. Er war Mitglied des 18. ZK der KP Chinas und ist Mitglied des 19. Politbüros der KPCh. Chen zählt zu den Verbündeten von Präsident Xi Jinping, weil er an der Tsinghua-Universität Zimmergenosse im Studentenwohnheim von Xi war.